# Леж-Кап-Ферре (футбольный клуб)
«Леж-Кап-Ферре» — французский футбольный клуб представляющий одноимённую коммуну региона Аквитания. Никогда не выступал в профессиональных дивизионах Франции. Клуб был основан в 2005 году, домашние матчи проводит на арене «Стад Луи Губе», вмещающей 2 055 зрителей.  Играющим спортивным директором является бывший игрок «Бордо» Николя Санун. Вместе с ним в команде играет экс-футболист «Лилля» и «Бордо», чемпион Франции 2009 года Матье Шальме.

## Известные игроки
- Николя Санун[фр.]
- Матье Шальме

## Достижения
- Лига Аквитании: чемпион

2012/13
- Кубок Аквитании:

2012/13